# Władysław Filipiak (saper)
Władysław Filipiak (ur. 21 czerwca 1898 w Poznaniu, zm. 28 maja 1945 w Wendisch-Borschütz) – polski woźny, kapral Wojska Polskiego, kawaler Orderu Virtuti Militari.

## Życiorys
Urodził się 21 czerwca 1898 w Poznaniu, w rodzinie Piotra i Konstancji z Koczorowskich. W 1912 ukończył siedmioklasową szkołę powszechną (niemiecką) i rozpoczął pracę przy budowie fortyfikacji jako robotnik. 11 października 1916 został wcielony do armii niemieckiej. Po przeszkoleniu, jako saper został wysłany na front wschodni, a w 1918 przeniesiony na front zachodni. 22 grudnia 1918 zakończył służbę w armii niemieckiej i wrócił do Poznania.
21 stycznia 1919 jako ochotnik wstąpił do 1. kompanii I batalionu saperów wielkopolskich (późniejszego XV batalionu saperów). Wziął udział w powstaniu wielkopolskim. Walczył m.in. pod Zdunami i Nakłem. Był jednym z dziewięciu saperów, którzy 17 lutego 1919 pod Rynarzewem stoczyli walkę z niemieckim pociągiem pancernym i przyczynili się do jego zdobycia. Głównodowodzący Sił Zbrojnych w byłym zaborze pruskim generał porucznik Józef Dowbor-Muśnicki w rozkazie nr 65 z 9 marca 1919 napisał: „cała ta dziewiątka, po wysadzeniu toru kolejowego, nie zważając na znaczną przewagę załogi pociągu mężnie rzuciła się do ataku i walcząc aż do przybycia posiłków, nie dała wrogowi wycofać pociągu. W nierównej walce tylko trzech ocalało. Ten czyn bohaterski stawiam za wzór. Poległym niech ziemia rodzinna da wieczny pokój. Reszcie – szczycąc się, że dowodzę nimi – składam podziękowanie”.
W styczniu 1920 uczestniczył w obejmowaniu Pomorza i z grupą podpułkownika Witolda Butlera wkroczył do Bydgoszczy. Następnie walczył na wojnie z bolszewikami. 5 grudnia 1922 został przeniesiony do rezerwy w stopniu kaprala.
Po zwolnieniu z wojska pracował w przedsiębiorstwie H. Cegielski – Poznań i zakładach spożywczych „Akwawit”, a w 1929 został zatrudniony w poznańskim Liceum św. Marii Magdaleny, w charakterze prowizorycznego woźnego. Pracował tam do września 1939. Wspomnienia absolwentów wskazują, że budził na tym stanowisku grozę i respekt.
Podczas kampanii wrześniowej walczył wraz z Armią „Pomorze”, a potem w obronie Warszawy. Dostał się do niewoli niemieckiej. Przebywał w Stalagu IV B, z którego został zwolniony 25 lipca 1940. Zmarł 28 maja 1945 w obozie jenieckim w Wendisch-Borschütz.
Był dwukrotnie żonaty. Z pierwszego związku z Anną Marią z Jarzynów (1899–1928) miał córkę Teresę Urszulę (ur. 16 sierpnia 1923) i dwóch synów: Henryka Jana (ur. 18 października lub listopada 1925) i Czesława Ignacego (ur. 20 lipca 1927). 20 lipca 1928 ożenił się z Anną z Lewandowskich (ur. 1902), z którą także miał córkę Wandę Janinę (1929–1930) oraz dwóch synów: Stefana Wacława (1930–1930) i Edwarda (ur. 7 października 1931).
Władysław Filipiak, poza czynem męstwa w walce pod Rynarzewem, zapisał się na kartach historii 8 pułku saperów jako bohater tragikomicznego wypadku, który miał miejsce w pierwszej dekadzie lipca 1920.

Wojna polsko-rosyjska pozostawiła po sobie wiele wspomnień, o których w wolnych od służby godzinach opowiada się tak chętnie wśród wiary żołnierskiej. Nie wszystkie jednak są tylko baśniami i legendami, wiele z nich miały charakter rzeczywisty, gdzie bohaterami byli żyjący żołnierze. Jeden z takich wypadków tragikomicznych zdarzył się na froncie litewsko-białoruskim w roku 1920 z saperem Filipiakiem z 2. kompanii XV batalionu saperów.
Wówczas 15 Dywizja Piechoty, w której składzie znajdował się dzielny XV batalion saperów zajmowała linię Berezyny. Do straży tylnej dywizji przydzielił szef saperów dywizyjnych podpułkownik Witold Butler 2. kompanię XV batalionu saperów pod dowództwem podporucznika Stanisława Doroszewskiego, polecając mu zniszczenie mostu drewnianego przez rzekę Ponia. Most ten o długości około 53 m. postanowił ppor. Doroszewski wysadzić, niszcząc podpory i podpalając go z obydwu końców. Z braku jednak większej ilości przewodnika elektrycznego dowódca kompanii umieścił maszynkę elektryczną w odpowiednim ukryciu, w pobliżu mostu, którego oba końce kazał oblać benzyną.
Do zapalenia został wyznaczony saper Filipak, który niosąc dwie palące się pochodnie, pierwszą miał rzucić na dalszy koniec mostu, a po wyjściu z niego na bliższy. Saper Filipiak po podpaleniu obu końców mostu i wyjściu z niego miał dać siedzącemu przy maszynce kapralowi Chybiakowi sygnał dźwiękowy jako hasło do wysadzenia. Los zrządził jednak inaczej, saper Filipiak pochodnię zamiast na dalszy koniec, rzucił po wejściu na most na bliższy, powodując pożar pierwszego przyczółka, a tym samym zagradzając sobie drogę do odwrotu. Zorientował się jednak w swojej pomyłce i krzyknął o pomoc. Kapral Chybiak będąc w ukryciu, uważał ten krzyk jako sygnał do wysadzenia, zwolnił sprężynę maszynki. Nastąpił potężny wybuch i most z saperem Filipiakiem wyleciał w powietrze. Niejeden nawet z obecnych saperów odmówił Wieczny odpoczynek za jego duszę, przedstawiając go sobie już tylko jako szczątki porwane w głębię ponurej Poni. Nie danym mu jednak było ginąć tak niefortunnie. Jakie zdziwienie ogarnęło ppor. Doroszewskiego, który oglądając resztki mostu ujrzał w wodzie głowę i ręce naszego Filipiaka wykonującego ruchy pływackie. Nieszczęśliwca natychmiast wyciągnięto z wody. Był nieprzytomny, lecz żył. Po upływie pewnego czasu Filipiak otworzył oczy, usiadł z wielkim wysiłkiem, szukając kogoś oczyma ... i znalazł bladego ze wzruszenia kaprala Chybiaka. Pierwsze słowa, które wymówił żywy nieboszczyk były skierowane do kaprala: „Coś Pan chciał mnie już wysłać do Piotra świętego”. Wykazywał nawet chęć do dalszej dyskusji, lecz interwencja dowódcy kompanii przeszkodziła mu. Kapral Chybiak naturalnie był tak zadowolony szczęśliwym zakończeniem wypadku, że wieleby wybaczył swemu podwładnemu.
Ocalenie sapera Filipiaka można przypisać tylko temu, że znajdując się na pomoście był zasłonięty nim od bezpośredniego działania gazów. Spadając zaś wolniej od belek, gdyż wyżej od nich wyleciał w górę, uchronił się od uderzenia jakiekolwiek bądź belki lub deski. Nawet otrzymane nieznaczne okaleczenia nie przeszkadzały mu zostać bohaterem dnia, a wypadek przez długi czas służył jako główny temat różnych opowiadań nietylko wśród saperów, ale zdobył rozgłos całej dywizji.

## Ordery i odznaczenia
- Krzyż Srebrny Orderu Wojskowego Virtuti Militari nr 5533 – 4 sierpnia 1922[21][22]
- Medal Pamiątkowy za Wojnę 1918–1921[23]
- Medal Dziesięciolecia Odzyskanej Niepodległości[23]
- Wielkopolski Krzyż Powstańczy – pośmiertnie 9 stycznia 1960[14]